# Sisimiut
Sisimiut (dánsky Holstensborg nebo Holsteinsborg) je město v kraji Qeqqata v Grónsku. Se svými přibližně 5 600 obyvateli je to druhé největší město Grónska a hlavní a největší město kraje Qeqqata. Leží asi 75 km severně od severního polárního kruhu a je to nejsevernější grónský přístav na západním pobřeží, který nezamrzá ani v zimě.
Sisimiut byl založen v roce 1756 jako obchodní stanice pod názvem Holstensborg. Dnes tu většina lidí pracuje ve zdejší továrně na zpracování krevet a krabů. Menší část také žije z cestovního ruchu.
V Sisimiutu se nacházejí památky, příjemné prostředí a běžkařský maratón Arctic Circle Race, který patří k nejtěžším běžkařským závodům na světě. Měří 160 km a trvá tři dny a dvě noci.
Je možné zde vidět rozličnou architekturu, od nejstarších rašelinných chatek až po místní Modrý kostel, který byl využíván až do roku 1926, když byl postaven nejnovější Červený kostel. Historické stavby je možné vidět i ve staré čtvrti, kde se nachází také městské muzeum. K dispozici je tu také 9 ubytovacích zařízení, včetně jednoho hotelu a 5 restaurací.
Dominantou města je hora Kællingehætten (tzn. ženský klobouk), která dosahuje nadmořské výšky 784 m. V létě je vyhledávaným cílem. Z jejího vrcholu je možné hledět na zdejší přírodu. Oblíbené jsou také výlety na lodích do zdejších fjordů, kde je možné pozorovat tuleně a velryby.
Do města se lze dostat pouze po moři nebo pomocí místního letiště. Byl také návrh zavedení silnice z Kangerlussuaqu do Sisimiutu, ten byl však zamítnut.